# Nekrolog 2. Quartal 1984
Nekrolog
◄◄
| ◄
| 1980
| 1981
| 1982
| 1983
| 1984 | 1985 | 1986 | 1987 | 1988 | ► | ►►
1. Quartal |
2. Quartal |
3. Quartal |
4. Quartal 1984
Weitere Ereignisse | Allgemeiner Nekrolog 1984
Die Beschreibung der verstorbenen Person sollte so kurz wie möglich gehalten sein und nur deren signifikante Tätigkeit(en) enthalten.
Neue Namen ggf. auch unter dem Geburts- und Sterbedatum, also etwa unter 1. Januar und im Geburts- und Sterbejahr (2024) eintragen (nur bei entsprechender großer Wichtigkeit). Für Beispiele siehe die schon vorhandenen Artikel.
Außerdem über die fünf zuletzt Verstorbenen, zu denen es einen ausreichend guten Artikel für eine Präsentation auf der Hauptseite gibt, nach der todesbedingten Überarbeitung der Artikel ggf. auch unter Wikipedia Diskussion:Hauptseite informieren und sie am besten auch in den anderen Wikipedia-Sprachversionen eintragen. Tipp: Regelmäßig bei news.google.de nach „ist tot“, „gestorben“ oder „verstorben“ suchen.
Wenn eine Person gestorben ist, gibt es viele Seiten zu dieser Person in der Wikipedia, die davon auch betroffen sind und entsprechend aktualisiert werden müssen. Beispiele: Namenübersichtsseite, Geburtsjahr, Geburtsort-Seiten und viele mehr.
Wie finde ich die betroffenen Seiten?
Im Suchfeld auf der linken Seite gibt man den Suchbegriff so ein: „Vorname Nachname“. Dann klickt man auf Volltext und alle Seiten mit entsprechendem Suchtext werden aufgerufen. Hier sieht man dann schnell, wo auch das Todesjahr Sinn macht oder sogar ein Teil des Artikels angepasst werden muss. Auch hilft das „Werkzeug“ auf der linken Seite sehr gut, um solche Seiten aufzufinden: „Links auf diese Seite“. Somit ist die Wikipedia wieder aktuell in allen Bereichen! Hinweis: bei Eintragung der Kategorie „Gestorben JAHR“ wird der Missbrauchsfilter 49 ausgelöst, was jedoch nicht schlimm ist. Siehe: Spezial:Missbrauchsfilter/49
Dies ist eine Liste von im zweiten Quartal 1984 verstorbenen bekannten Persönlichkeiten. Die Einträge erfolgen innerhalb der einzelnen Daten alphabetisch sortiert. Tiere sind im Nekrolog für Tiere zu finden.

## April
| Tag       | Name                             | Beruf, bekannt als                                                                       | Alter | Beleg |
| --------- | -------------------------------- | ---------------------------------------------------------------------------------------- | ----- | ----- |
| 1. April  | Douglas Cooper                   | englischer Kunsthistoriker, Autor, Kunstmäzen und -sammler                               |       |       |
| 1. April  | René Cutforth                    | britischer Moderator der BBC                                                             | 75    |       |
| 1. April  | Marvin Gaye                      | US-amerikanischer Soul- und R&B-Sänger                                                   | 44    |       |
| 1. April  | Elizabeth Goudge                 | englische Schriftstellerin                                                               | 83    |       |
| 1. April  | Hermann Henneberg                | deutscher Chirurg und Sportmediziner                                                     | 79    |       |
| 1. April  | Kurt Klamann                     | deutscher Zeichner und Karikaturist                                                      | 76    |       |
| 1. April  | Julius Müller                    | deutscher Leichtathlet (Stabhochsprung)                                                  | 80    |       |
| 2. April  | Ernst van Aaken                  | deutscher Sportmediziner und Trainer                                                     | 73    |       |
| 2. April  | Heimo Dolch                      | deutscher Physiker und römisch-katholischer Theologe (Fundamentaltheologie) und Priester | 71    |       |
| 2. April  | Carl Martin Dolezalek            | deutscher Ingenieur                                                                      | 84    |       |
| 2. April  | Recha Freier                     | deutsche Zionistin, Förderin der Kinder- und Jugend-Alija                                | 91    |       |
| 2. April  | Mario Pretto                     | italienischer Fußballspieler und -trainer                                                | 68    |       |
| 3. April  | Gerhard Brosi                    | deutscher Politiker (SPD), MdB                                                           | 40    |       |
| 3. April  | Walter Deneke                    | deutscher Oberlandforstmeister                                                           | 77    |       |
| 3. April  | Adolf Layer                      | deutscher Historiker und Lehrer                                                          | 63    |       |
| 3. April  | Susanne Leonhard                 | deutsche Schriftstellerin                                                                | 88    |       |
| 3. April  | John Mehegan                     | US-amerikanischer Jazz-Pianist, Dozent und Kritiker                                      | 63    |       |
| 3. April  | William C. Thomas                | US-amerikanischer Filmproduzent, Regisseur und Autor                                     | 80    |       |
| 4. April  | Oleg Konstantinowitsch Antonow   | sowjetischer Flugzeugkonstrukteur                                                        | 78    |       |
| 4. April  | Alexander Wassiljewitsch Fedotow | sowjetischer Testpilot und General der Luftstreitkräfte                                  | 51    |       |
| 4. April  | Scott E. Forbush                 | US-amerikanischer Geophysiker                                                            | 79    |       |
| 4. April  | Maximilian Fretter-Pico          | deutscher Offizier und General der Artillerie im Zweiten Weltkrieg                       | 92    |       |
| 4. April  | Otway Herbert                    | britischer Offizier und Generalleutnant des Heeres                                       | 82    |       |
| 4. April  | Wilhelm Knapp                    | deutscher Parteifunktionär und antifaschistischer Widerstandskämpfer                     | 86    |       |
| 4. April  | Charles H. Morgan                | US-amerikanischer Klassischer Archäologe und Kunsthistoriker                             | 81    |       |
| 4. April  | Erhard Neubert                   | deutscher Politiker (KPD/SED)                                                            | 78    |       |
| 4. April  | Christopher Tietze               | austroamerikanischer Arzt und Demograf                                                   | 75    |       |
| 5. April  | Robert Adams                     | britischer Bildhauer, Grafiker und Zeichner                                              | 66    |       |
| 5. April  | Herbert Fleischmann              | deutscher Film- und Fernsehschauspieler sowie Hörspiel- und Synchronsprecher             | 59    |       |
| 5. April  | Lillemor von Hanno               | norwegische Schauspielerin und Schriftstellerin                                          | 83    |       |
| 5. April  | Arthur Harris                    | britischer Luftmarschall, Oberkommandierender des Bomber Command im Zweiten Weltkrieg    | 91    |       |
| 5. April  | Theo Koomen                      | niederländischer Rundfunkberichterstatter                                                | 54    |       |
| 5. April  | Hans Mathiesen Lunding           | dänischer Offizier, Geheimdienstmitarbeiter und Olympiateilnehmer                        | 85    |       |
| 5. April  | Thomas O’Hara                    | irischer Politiker                                                                       | 72    |       |
| 5. April  | Serizawa Keisuke                 | japanischer Färber, Textilgestalter und Kunsthandwerker                                  | 88    |       |
| 5. April  | Henry Maurice Stratton           | deutscher Hämatologe und Onkologe                                                        | 83    |       |
| 5. April  | Giuseppe Tucci                   | italienischer Orientalist                                                                | 89    |       |
| 5. April  | Fritz Wurlitzer                  | deutscher Klarinettenbaumeister                                                          | 95    |       |
| 6. April  | Fritz Cropp                      | deutscher Arzt und NS-Beamter                                                            | 96    |       |
| 6. April  | Ral Donner                       | US-amerikanischer Sänger                                                                 | 41    |       |
| 6. April  | Madde Kalda                      | estnische Schriftstellerin                                                               | 80    |       |
| 6. April  | Jimmy Kennedy                    | nordirischer Liedtexter                                                                  | 81    |       |
| 6. April  | Oluf Krückmann                   | deutscher Orientalist                                                                    | 79    |       |
| 6. April  | William R. Peers                 | US-amerikanischer Militär, Generalleutnant der United States Army                        | 69    |       |
| 6. April  | Anneliese Strenger               | österreichische Zoologin und Anatomin (Hochschullehrerin)                                | 70    |       |
| 7. April  | Frank Church                     | US-amerikanischer Politiker der Demokratischen Partei                                    | 59    |       |
| 7. April  | Fred Gaby                        | britischer Hürdenläufer                                                                  | 89    |       |
| 7. April  | Georg Netzband                   | deutscher Maler und Kunstpädagoge                                                        | 83    |       |
| 7. April  | Dina Teresa                      | portugiesische Schauspielerin und Sängerin                                               | 81    |       |
| 8. April  | Friedrich Beyer                  | deutscher Politiker (NSDAP), Landtagsabgeordneter im Volksstaat Hessen                   | 81    |       |
| 8. April  | Pjotr Leonidowitsch Kapiza       | sowjetischer Physiker                                                                    | 89    |       |
| 8. April  | Elisabeth Nägelsbach             | Fürsorgerin, deutsche Politikerin (CSU), MdL, Verfassungsrichterin                       | 89    |       |
| 8. April  | Ioannis Paraskevopoulos          | griechischer Politiker                                                                   |       |       |
| 8. April  | Mijo Udovčić                     | jugoslawischer Schachgroßmeister                                                         | 63    |       |
| 9. April  | Martin Bierbach                  | deutscher Diplomat, Botschafter der DDR                                                  | 57    |       |
| 9. April  | Carlamaria Heim                  | deutsche Schauspielerin und Schriftstellerin                                             | 52    |       |
| 9. April  | Paul Ivano                       | französischer Kameramann                                                                 | 83    |       |
| 9. April  | Hans Kern                        | deutscher Fußballfunktionär, Manager und Politiker                                       | 85    |       |
| 9. April  | Renato Perona                    | italienischer Bahnradsportler und Olympiasieger                                          | 56    |       |
| 9. April  | Paul-Pierre Philippe             | französischer Kardinal der römisch-katholischen Kirche                                   | 78    |       |
| 9. April  | Willem Sandberg                  | niederländischer Grafiker, Grafikdesigner und Museumsdirektor                            | 86    |       |
| 9. April  | Peter Schneider                  | deutscher Politiker (SPD) und Widerstandskämpfer                                         | 74    |       |
| 9. April  | Adolf Wagner                     | deutscher Gewichtheber                                                                   | 72    |       |
| 10. April | Jakub Berman                     | polnischer stalinistischer Politiker                                                     | 82    |       |
| 10. April | Hans Drexler                     | deutscher Altphilologe                                                                   | 89    |       |
| 10. April | Donald E. Gordon                 | US-amerikanischer Kunsthistoriker                                                        | 52    |       |
| 10. April | Jupp Hussels                     | deutscher Schauspieler, Rundfunksprecher und Entertainer                                 | 83    |       |
| 10. April | Hilde Pesch                      | deutsche Pflegerin und Kommunalpolitikerin                                               | 84    |       |
| 10. April | Christine van Santen             | deutsche Schauspielerin                                                                  | 52    |       |
| 10. April | Willy Semmelrogge                | deutscher Schauspieler                                                                   | 61    |       |
| 11. April | Erich Otremba                    | deutscher Geograph                                                                       | 73    |       |
| 11. April | Adhémar Raynault                 | kanadischer Politiker                                                                    | 92    |       |
| 11. April | Lucien Revelly                   | französischer Radrennfahrer                                                              | 78    |       |
| 11. April | Ernst Ring                       | deutscher Rennfahrer und Politiker                                                       | 62    |       |
| 11. April | Fred Robinson                    | US-amerikanischer Jazzposaunist                                                          | 83    |       |
| 11. April | Fritz Rotter                     | österreichischer Autor und Komponist                                                     | 84    |       |
| 11. April | Edgar Valter Saks                | estnischer Schriftsteller                                                                | 74    |       |
| 11. April | Hildegard Schaeder               | deutsche Kirchenhistorikerin                                                             | 81    |       |
| 11. April | Ramón Tapia                      | chilenischer Boxer                                                                       | 52    |       |
| 12. April | Daniele D’Anza                   | italienischer Drehbuchautor und Filmregisseur                                            | 61    |       |
| 12. April | Walter Flowers                   | US-amerikanischer Politiker                                                              | 51    |       |
| 12. April | Max Piroch                       | deutscher Bildhauer                                                                      | 83    |       |
| 12. April | Mike Roger                       | deutscher Pop- und Schlagersänger                                                        | 54    |       |
| 12. April | Hermann Schardt                  | deutscher Lithopraph                                                                     | 71    |       |
| 12. April | Edward Moringe Sokoine           | tansanischer Politiker, Premierminister von Tansania                                     |       |       |
| 12. April | Antonie Wohlgemuth               | deutsche Widerstandskämpferin und Frauenrechtlerin                                       | 92    |       |
| 13. April | Ralph Kirkpatrick                | US-amerikanischer Cembalist                                                              | 72    |       |
| 13. April | Karl Kuhn                        | deutscher Widerstandskämpfer gegen den Nationalsozialismus                               | 74    |       |
| 13. April | Franz Karl Maier                 | deutscher Verleger des Tagesspiegels                                                     | 73    |       |
| 13. April | Hans Porwoll                     | deutscher Maler                                                                          | 85    |       |
| 13. April | Christopher Wilder               | australischer Serienmörder                                                               | 39    |       |
| 14. April | Theo Carlen                      | deutscher Politiker (CDU)                                                                | 55    |       |
| 14. April | Ulrich Olaf Deimel               | bildender Künstler                                                                       | 67    |       |
| 14. April | Thorold Dickinson                | britischer Filmregisseur                                                                 | 80    |       |
| 14. April | Heinz Duffner                    | deutscher Politiker (SPD), MdL                                                           | 57    |       |
| 14. April | Anders Haugen                    | US-amerikanischer Skispringer                                                            | 95    |       |
| 14. April | Werner Höll                      | deutscher Maler, Holzschneider und Kunstkritiker                                         | 85    |       |
| 14. April | Karl Kupsky                      | österreichischer Architekt und Hochschullehrer                                           | 77    |       |
| 14. April | John P. Merrill                  | US-amerikanischer Mediziner                                                              | 67    |       |
| 15. April | Erwin Busse                      | deutscher Fossiliensammler und Paläontologe                                              | 81    |       |
| 15. April | Tommy Cooper                     | britischer Komiker und Zauberkünstler                                                    | 63    |       |
| 15. April | William Empson                   | britischer Dichter und Literaturkritiker                                                 | 77    |       |
| 15. April | Grete Hermann                    | deutsche Physikerin und Philosophin                                                      | 83    |       |
| 15. April | Juan López                       | uruguayischer Fußballtrainer                                                             | 76    |       |
| 15. April | Machito                          | kubanischer Musiker und Bandleader                                                       | 72    |       |
| 15. April | Glen MacWilliams                 | US-amerikanischer Kameramann                                                             | 85    |       |
| 15. April | Kurt Marholz                     | deutscher Maler und Grafiker                                                             | 78    |       |
| 15. April | René du Mesnil de Rochemont      | deutscher Radiologe und Strahlenforscher                                                 | 82    |       |
| 15. April | Robert Russell Race              | britischer Mediziner                                                                     | 76    |       |
| 15. April | Hans Tomamichel                  | Schweizer Grafiker und Maler                                                             | 85    |       |
| 15. April | Alexander Trocchi                | schottischer Schriftsteller                                                              | 58    |       |
| 16. April | Cesare Bonventre                 | italienisch-US-amerikanischer Mafioso                                                    | 33    |       |
| 16. April | Philipp Grimm                    | deutscher Arbeitseinsatzführer in Konzentrationslagern                                   | 75    |       |
| 16. April | Byron Haskin                     | US-amerikanischer Regisseur                                                              | 84    |       |
| 16. April | Giovanni Lattuada                | italienischer Turner                                                                     | 79    |       |
| 16. April | Wugg Retzer                      | deutscher Journalist und Schriftsteller                                                  | 78    |       |
| 16. April | Gustav Friedrich Scheinpflug     | deutscher Architekt, Bildhauer, Maler und Designer                                       | 89    |       |
| 17. April | Víctor Balaguer                  | spanischer Sänger                                                                        | 63    |       |
| 17. April | Mark W. Clark                    | US-amerikanischer General                                                                | 87    |       |
| 17. April | Gerd Heusch                      | deutscher Unternehmer und Präsident von Alemannia Aachen                                 | 80    |       |
| 17. April | Josef Maderner                   | österreichischer Politiker (SPÖ), Abgeordneter zum Nationalrat                           | 68    |       |
| 17. April | Claude Provost                   | kanadischer Eishockeyspieler                                                             | 50    |       |
| 17. April | Erich Seidel                     | deutscher Künstler                                                                       | 88    |       |
| 17. April | Gérard Vuilleumier               | Schweizer Skispringer und Radsportler                                                    | 78    |       |
| 18. April | Kenneth Stewart Cole             | US-amerikanischer Biophysiker                                                            | 83    |       |
| 18. April | Francis De Wolff                 | britischer Schauspieler                                                                  | 71    |       |
| 18. April | Leopold Lindtberg                | österreichischer Regisseur                                                               | 81    |       |
| 18. April | John Lee Mahin                   | US-amerikanischer Drehbuchautor                                                          | 81    |       |
| 18. April | Zeev Sherf                       | israelischer Politiker                                                                   | 77    |       |
| 18. April | Martha Strele                    | österreichische Malerin                                                                  | 95    |       |
| 19. April | Edward Bishop, Baron Bishopston  | britischer Politiker, Mitglied des House of Commons                                      | 63    |       |
| 19. April | He Zizhen                        | chinesische Ehefrau von Mao Zedong                                                       |       |       |
| 19. April | Gustav Scheck                    | deutscher Flötist und Hochschullehrer                                                    | 82    |       |
| 20. April | Otto Arosemena                   | ecuadorianischer Anwalt und Politiker                                                    | 58    |       |
| 20. April | Jean Bailly                      | französischer Politiker, Mitglied der Nationalversammlung, Senator und Staatssekretär    | 61    |       |
| 20. April | Friedrich Forstmeier             | deutscher Marineoffizier und Militärhistoriker                                           | 67    |       |
| 20. April | Karl Hipfinger                   | österreichischer Gewichtheber                                                            | 78    |       |
| 20. April | Antonio Maquilón                 | peruanischer Fußballspieler                                                              | 81    |       |
| 20. April | Mabel Mercer                     | britische Varieté- und Jazz-Sängerin                                                     | 84    |       |
| 20. April | Ernst Plötze                     | deutscher Physiker und Hochschullehrer                                                   | 81    |       |
| 21. April | Eugen Fischer                    | deutscher katholischer Theologe                                                          | 74    |       |
| 21. April | Marcel Janco                     | rumänisch-israelischer Künstler und Schriftsteller                                       | 88    |       |
| 21. April | Arno Lehmann                     | deutscher Missionar und Professor für Religions- und Missionswissenschaft                | 82    |       |
| 21. April | Manuel Mujica Láinez             | argentinischer Schriftsteller und Journalist                                             | 73    |       |
| 22. April | Ansel Adams                      | US-amerikanischer Fotograf                                                               | 82    |       |
| 22. April | Ruby Goldstein                   | US-amerikanischer Boxer und Ringrichter                                                  | 76    |       |
| 22. April | Heribert Potuznik                | österreichischer Landschafts- und Porträtmaler                                           | 73    |       |
| 23. April | Red Garland                      | US-amerikanischer Jazz-Pianist                                                           | 60    |       |
| 23. April | Harry Hibbs                      | englischer Fußballtorwart                                                                | 77    |       |
| 23. April | Olaf Hudtwalcker                 | deutscher Galerist und Jazzpublizist                                                     | 68    |       |
| 23. April | Adolf Jannasch                   | deutscher Kunsthistoriker                                                                | 85    |       |
| 23. April | Hermann Knappe                   | deutscher Politiker (SPD), Mitglied der Stadtverordnetenversammlung von Groß-Berlin      | 82    |       |
| 23. April | Roland Penrose                   | englischer Künstler, Autor und Kunsthistoriker                                           | 83    |       |
| 23. April | Othmar Pferschy                  | österreichischer Fotograf                                                                | 85    |       |
| 23. April | Juan Tizol                       | US-amerikanischer Jazz-Musiker                                                           | 84    |       |
| 24. April | Jane Graverol                    | belgische Malerin des Surrealismus                                                       | 78    |       |
| 24. April | Rodolphe Meyer de Schauensee     | US-amerikanischer Ornithologe schweizerischer Herkunft                                   | 83    |       |
| 25. April | Ida Fischer                      | deutsche Kommunal- und Landespolitikerin (SPD/USPD/KPD/SED)                              | 88    |       |
| 25. April | Hayashi Tatsuo                   | japanischer Philosoph und Literaturkritiker                                              | 87    |       |
| 25. April | Bernd Heyden                     | deutscher Fotograf                                                                       | 43    |       |
| 25. April | David A. Kennedy                 | US-amerikanischer Politikersohn, Eltern Robert F. Kennedy und Ethel Skakel-Kennedy       | 28    |       |
| 25. April | Jacques Marette                  | französischer Politiker (PCF), Mitglied der Nationalversammlung und des Senats           | 61    |       |
| 25. April | Peter Schult                     | deutscher Schriftsteller und Journalist                                                  | 55    |       |
| 26. April | Count Basie                      | US-amerikanischer Jazz-Pianist, Organist und Bandleader                                  | 79    |       |
| 26. April | Fernando Cicarelli               | argentinischer Leichtathlet                                                              | 78    |       |
| 26. April | Jos Cillien                      | luxemburgischer Kunstturner                                                              | 72    |       |
| 26. April | David Collet                     | britischer Ruderer                                                                       | 82    |       |
| 26. April | Barry Gray                       | britischer Musiker und Komponist                                                         | 75    |       |
| 26. April | Hans Kehrl                       | deutscher NS-Wirtschaftsführer                                                           | 83    |       |
| 26. April | Helge Løvland                    | norwegischer Leichtathlet                                                                | 93    |       |
| 26. April | May McAvoy                       | US-amerikanische Schauspielerin                                                          | 82    |       |
| 26. April | Sybil Morrison                   | englisch-britische Suffragette und Pazifistin                                            | 91    |       |
| 26. April | Emil Müry                        | Schweizer Unternehmer und Politiker                                                      | 84    |       |
| 26. April | Cläre Quast                      | deutsche Widerstandskämpferin und Gewerkschafterin                                       | 81    |       |
| 26. April | Hiltrudis Schnabel               | deutsche Ordensschwester                                                                 |       |       |
| 26. April | Werner Wöhlbier                  | deutscher Agrarwissenschaftler, Agrikulturchemiker und Hochschullehrer                   | 84    |       |
| 27. April | Karl Asal jun.                   | deutscher Jurist                                                                         | 94    |       |
| 27. April | John Entenza                     | US-amerikanischer Journalist und Verleger                                                |       |       |
| 27. April | Z. Z. Hill                       | US-amerikanischer Blues-Sänger                                                           | 48    |       |
| 27. April | John Nicholas Wurm               | römisch-katholischer Geistlicher und Bischof von Belleville                              | 56    |       |
| 28. April | Loro Boriçi                      | albanischer Fußballspieler und -trainer                                                  | 61    |       |
| 28. April | Treg Brown                       | US-amerikanischer Filmeditor, Tontechniker und Filmtechnikpionier                        | 84    |       |
| 28. April | Joseph Junkes                    | deutscher Jesuitenpater und Astronom                                                     | 83    |       |
| 28. April | Glen H. Taylor                   | US-amerikanischer Politiker und Unternehmer                                              | 80    |       |
| 29. April | Karol Estreicher                 | polnischer Kunsthistoriker                                                               | 78    |       |
| 29. April | Otto Guglia                      | österreichischer Historiker, Geograph und Naturforscher                                  | 79    |       |
| 29. April | Ernst Kunkel                     | deutscher Politiker (SPS, SPD), MdL                                                      | 75    |       |
| 29. April | Walter Lipgens                   | deutscher Historiker                                                                     | 58    |       |
| 29. April | Angel Metodiew                   | bulgarischer Maler des Klassischen Realismus und Professor                               | 63    |       |
| 29. April | Charles Morrey                   | US-amerikanischer Mathematiker                                                           | 76    |       |
| 29. April | Ernst Pagenstecher               | deutscher Agrarwissenschaftler und Vorreiter des christlich-buddhistischen Dialogs       | 70    |       |
| 29. April | Sulo Salmi                       | finnischer Kunstturner                                                                   | 70    |       |
| 30. April | Michael Adeane, Baron Adeane     | britischer Offizier und Privatsekretär von Queen Elisabeth II.                           | 73    |       |
| 30. April | Aimé Duval                       | französischer Verfasser religiöser Chansons, Chansonnier                                 | 65    |       |
| 30. April | Rodrigo Lara Bonilla             | kolumbianischer Anwalt und Politiker                                                     | 37    |       |
| 30. April | Isaak Leongarow                  | sowjetischer Theater- und Filmschauspieler Biografie Isaak Leongarows                    | 75    |       |
| 30. April | Jimmy Logie                      | schottischer Fußballspieler und -trainer                                                 | 64    |       |
| 30. April | Erich Pickert                    | deutscher Politiker und Gewerkschafter                                                   |       |       |
| April     | Marina Yurlova                   | russische Kindersoldatin, Tänzerin und Autorin                                           | 84    |       |

## Mai
| Tag     | Name                                       | Beruf, bekannt als                                                                                           | Alter | Beleg |
| ------- | ------------------------------------------ | --- | ----- | ----- |
| 1. Mai  | Josef Egger                                | deutscher Malermeister, Mitglied des Bayerischen Senats                                                      | 70    |       |
| 1. Mai  | Fritz Görnnert                             | deutscher Ingenieur, persönlicher Referent Görings und SA-Oberführer                                         | 77    |       |
| 1. Mai  | Dawit Gwanzeladse                          | sowjetischer Ringer                                                                                          | 47    |       |
| 1. Mai  | John Haller                                | schweizerisch-amerikanischer Geologe, Grönlandforscher und Alpinist                                          | 57    |       |
| 1. Mai  | Joe Heaney                                 | irischer Folkmusiker                                                                                         | 64    |       |
| 1. Mai  | Gordon Jenkins                             | US-amerikanischer Jazz-Musiker und Bandleader                                                                | 73    |       |
| 1. Mai  | Hans Kerschbaum                            | deutscher Physiker und Vorstandsvorsitzender                                                                 | 81    |       |
| 1. Mai  | Jüri Lossmann                              | estnischer Leichtathlet                                                                                      | 93    |       |
| 1. Mai  | Friedrich Johann Graf von Medem            | deutscher Zoologe und Herpetologe                                                                            | 71    |       |
| 1. Mai  | Vasıf Öngören                              | türkischer Autor                                                                                             | 46    |       |
| 2. Mai  | Smith Ballew                               | US-amerikanischer Jazzsänger, Orchesterleiter und Schauspieler                                               | 82    |       |
| 2. Mai  | Jean Schuler                               | deutscher Maler                                                                                              | 72    |       |
| 2. Mai  | Werner Tietje                              | deutscher Schriftsteller                                                                                     | 59    |       |
| 3. Mai  | Joseph Calvet                              | französischer Geiger                                                                                         | 86    |       |
| 3. Mai  | Jack M. Murphy                             | US-amerikanischer Politiker                                                                                  | 58    |       |
| 3. Mai  | Werner vom Scheidt                         | deutscher Maler und Grafiker                                                                                 | 89    |       |
| 3. Mai  | Alan Schneider                             | russisch-US-amerikanischer Theater- und Filmregisseur                                                        | 66    |       |
| 3. Mai  | Ross Taylor                                | kanadischer Eishockeyspieler                                                                                 | 82    |       |
| 3. Mai  | Piet van Aken                              | belgischer Schriftsteller und Redakteur                                                                      | 64    |       |
| 3. Mai  | Kurt Martti Wallenius                      | finnischer Offizier                                                                                          | 90    |       |
| 4. Mai  | Alois Brummer                              | deutscher Filmproduzent, Drehbuchautor und Regisseur von Sexfilmen                                           | 57    |       |
| 4. Mai  | Diana Dors                                 | britische Schauspielerin und Sexsymbol                                                                       | 52    |       |
| 4. Mai  | Roger Karl                                 | französischer Schauspieler und Theaterautor                                                                  | 102   |       |
| 4. Mai  | Günther Möhlmann                           | deutscher Historiker und Archivar                                                                            | 74    |       |
| 4. Mai  | Karl-Heinz Nieders                         | deutscher Jurist                                                                                             | 61    |       |
| 4. Mai  | Willie Ormond                              | schottischer Fußballspieler und -trainer                                                                     | 57    |       |
| 4. Mai  | Marija Bronislawowna Worobjowa-Stebelskaja | kubistische Malerin russischer Herkunft                                                                      | 92    |       |
| 4. Mai  | Willibald Winkler                          | deutscher Jazz- und Unterhaltungsmusiker                                                                     | 70    |       |
| 5. Mai  | Mihály Bozsi                               | ungarischer Wasserballspieler                                                                                | 73    |       |
| 5. Mai  | Sepp Dinkelkamp                            | Schweizer Radrennfahrer                                                                                      | 77    |       |
| 5. Mai  | Just Göbel                                 | niederländischer Fußballspieler                                                                              | 92    |       |
| 5. Mai  | Hildegard Grzimek                          | deutsche Buchautorin                                                                                         | 73    |       |
| 5. Mai  | Rudolf Kirchner                            | deutscher Gewerkschaftsfunktionär (FDGB), MdV                                                                | 64    |       |
| 5. Mai  | Hans Speidel                               | deutscher Jurist und Kommunalpolitiker                                                                       | 84    |       |
| 05. Mai | Yoshioka Takayoshi                         | japanischer Leichtathlet                                                                                     | 74    |       |
| 6. Mai  | William Allen Egan                         | US-amerikanischer Politiker                                                                                  | 69    |       |
| 6. Mai  | Georg Mappes                               | deutscher Politiker (NSDAP), MdR und SA-Führer                                                               | 83    |       |
| 6. Mai  | Jakob Wolfer                               | österreichischer Theologe, außerordentlicher geistlicher Oberkirchenrat der Evangelischen Kirche Österreichs | 73    |       |
| 7. Mai  | Max Palmer                                 | US-amerikanischer Schauspieler und Wrestler                                                                  | 56    |       |
| 7. Mai  | Red Spooner                                | kanadischer Eishockeytorwart                                                                                 | 73    |       |
| 7. Mai  | Theo Wambeke                               | belgischer Ruderer                                                                                           | 80    |       |
| 8. Mai  | Borys Antonenko-Dawydowytsch               | ukrainischer Schriftsteller, Übersetzer und Linguist                                                         | 84    |       |
| 8. Mai  | Gino Bianco                                | italienischer Autorennfahrer                                                                                 | 67    |       |
| 8. Mai  | Margarete Engländer                        | deutsche Politikerin (CDU), MdB                                                                              | 89    |       |
| 8. Mai  | Nola Hatterman                             | niederländische Malerin und Schauspielerin                                                                   | 84    |       |
| 8. Mai  | William Ling                               | englischer Fußballschiedsrichter                                                                             | 75    |       |
| 8. Mai  | Herbert Matter                             | schweizerisch-US-amerikanischer Fotograf und Grafikdesigner                                                  | 77    |       |
| 8. Mai  | Wiltrud Rehlen                             | deutsche Politikerin (SPD), MdB                                                                              | 53    |       |
| 8. Mai  | Rolf Schlögell                             | deutscher Mediziner und Ärztefunktionär                                                                      | 63    |       |
| 8. Mai  | Lila Acheson Wallace                       | US-amerikanische Verlegerin                                                                                  | 94    |       |
| 9. Mai  | Rolf Becker                                | deutscher Lehrer und Dichter                                                                                 | 71    |       |
| 9. Mai  | Iuliu Farkaș                               | rumänischer Fußballspieler                                                                                   | 60    |       |
| 9. Mai  | Abdul Hai Habibi                           | afghanischer Dichter, Regierungsbeamter und Historiker                                                       |       |       |
| 9. Mai  | Wilhelm Heidemeyer                         | deutscher Pädagoge                                                                                           | 86    |       |
| 9. Mai  | Maureen O’Carroll                          | irische Politikerin                                                                                          | 71    |       |
| 9. Mai  | Sergei Sergejewitsch Salnikow              | sowjetischer Fußballspieler                                                                                  | 58    |       |
| 9. Mai  | Xaver Senft                                | deutscher Steinmetz, Gewerkschafter und Senator (Bayern)                                                     | 64    |       |
| 9. Mai  | Hiromi Yamafuji                            | japanischer Radrennfahrer                                                                                    | 39    |       |
| 10. Mai | Joaquim Agostinho                          | portugiesischer Radrennfahrer                                                                                | 41    |       |
| 10. Mai | Robert Moore                               | US-amerikanischer Theater- und Filmregisseur                                                                 | 56    |       |
| 10. Mai | Gustave Singier                            | belgischer Maler                                                                                             | 75    |       |
| 10. Mai | Herbert Täschner                           | deutscher Politiker (LDPD), MdV                                                                              | 67    |       |
| 10. Mai | Jean-Louis Viale                           | französischer Jazzmusiker                                                                                    | 51    |       |
| 11. Mai | Rodney Joseph Burn                         | britischer Maler und Kunstpädagoge                                                                           | 85    |       |
| 11. Mai | Alfred Domes                               | deutscher politischer Publizist                                                                              | 83    |       |
| 11. Mai | George Alexander Parks                     | US-amerikanischer Politiker                                                                                  | 100   |       |
| 11. Mai | Ferdinand Schneider                        | deutscher Chemiker                                                                                           | 72    |       |
| 11. Mai | Stanislav Šebek                            | tschechischer Komponist und Musikpädagoge                                                                    | 58    |       |
| 11. Mai | Peter Sturm                                | österreichischer Schauspieler, Kommunist und Widerstandskämpfer gegen den Nationalsozialismus                | 74    |       |
| 11. Mai | Toni Turek                                 | deutscher Fußballtorhüter                                                                                    | 65    |       |
| 12. Mai | Robert Cooley Angell                       | US-amerikanischer Soziologe                                                                                  | 85    |       |
| 12. Mai | Carl Duve                                  | deutscher Naturschützer                                                                                      | 95    |       |
| 12. Mai | Alice Eckenstein                           | Schweizer Helferin des Roten Kreuzes während des Ersten Weltkrieges                                          | 94    |       |
| 12. Mai | Matías González                            | uruguayischer Fußballspieler                                                                                 | 58    |       |
| 12. Mai | Hellmuth Mäder                             | deutscher General der Wehrmacht und der Bundeswehr                                                           | 75    |       |
| 12. Mai | Roland Quignon                             | französischer Filmarchitekt und Filmregisseur                                                                | 86    |       |
| 12. Mai | Kurt Richter                               | deutscher Unterhaltungsmusiker                                                                               | 77    |       |
| 12. Mai | Ben Roberts                                | US-amerikanischer Drehbuchautor und Produzent                                                                | 68    |       |
| 13. Mai | Sepp Nordegg                               | österreichischer Bühnenbildner und Erfinder der Zylinderdrehbühne                                            | 70    |       |
| 13. Mai | Julie Rösch                                | deutsche Politikerin (CDU), MdB                                                                              | 81    |       |
| 13. Mai | Stanisław Marcin Ulam                      | polnisch-amerikanischer Mathematiker                                                                         | 75    |       |
| 14. Mai | Josef Brunhart                             | liechtensteiner Polizist, Chef der liechtensteinischen Landespolizei                                         | 78    |       |
| 14. Mai | Siegfried Henkel                           | deutscher Paläontologe                                                                                       |       |       |
| 14. Mai | Walther Rauff                              | deutscher SS-Standartenführer, Chef eines Einsatzkommandos im Nordafrikafeldzug                              | 77    |       |
| 14. Mai | Dick Weisgerber                            | US-amerikanischer American-Football-Spieler                                                                  | 71    |       |
| 15. Mai | Melly Bachrich                             | österreichische Exlibriskünstlerin und Illustratorin                                                         | 85    |       |
| 15. Mai | Georges Bloch                              | Schweizer Unternehmer, Kunstsammler und Mäzen                                                                | 82    |       |
| 15. Mai | William Greihs                             | deutscher Dirigent, Komponist und Musiker                                                                    | 78    |       |
| 15. Mai | Ali Murtopo                                | indonesischer Politiker                                                                                      | 59    |       |
| 15. Mai | Michael Noble, Baron Glenkinglas           | schottischer Politiker, Mitglied des House of Commons                                                        | 71    |       |
| 15. Mai | Adolf Cornelius Piening                    | deutscher U-Boot-Kommandant im Zweiten Weltkrieg und Offizier der Bundesmarine                               | 73    |       |
| 15. Mai | Lionel Robbins                             | britischer Ökonom und Politiker                                                                              | 85    |       |
| 15. Mai | Francis Schaeffer                          | US-amerikanischer protestantischer Theologe                                                                  | 72    |       |
| 15. Mai | Edna O. Simpson                            | US-amerikanische Politikerin                                                                                 | 92    |       |
| 16. Mai | Andy Kaufman                               | US-amerikanischer Entertainer und Schauspieler                                                               | 35    |       |
| 16. Mai | Karl Neumer                                | deutscher Radrennfahrer                                                                                      | 97    |       |
| 16. Mai | Helmut Preisendörfer                       | deutscher Fußballspieler                                                                                     | 57    |       |
| 16. Mai | Quinibert Schwahn                          | deutscher Kommunalpolitiker (CDU), Bürgermeister der Stadt Mainz                                             | 88    |       |
| 16. Mai | Irwin Shaw                                 | US-amerikanischer Schriftsteller                                                                             | 71    |       |
| 16. Mai | Fritzie Zivic                              | US-amerikanischer Boxer                                                                                      | 71    |       |
| 17. Mai | Albert Becker                              | österreichischer Schachmeister                                                                               | 87    |       |
| 17. Mai | Karl Gallwitz                              | deutscher Landtechniker                                                                                      | 88    |       |
| 17. Mai | Käte Hoge                                  | deutsche Politikerin (SPD), MdL Niedersachsen                                                                | 80    |       |
| 17. Mai | Max Kopp                                   | Schweizer Architekt                                                                                          | 93    |       |
| 17. Mai | Arnold Masselter                           | deutscher Politiker (SPD), MdL                                                                               | 62    |       |
| 18. Mai | Nasuh Akar                                 | türkischer Ringer                                                                                            | 59    |       |
| 18. Mai | José Babini                                | argentinischer Wissenschaftshistoriker und Mathematiker                                                      | 87    |       |
| 18. Mai | Helmut Bartuschek                          | deutscher Lyriker und Übersetzer französischer Literatur                                                     | 78    |       |
| 18. Mai | Ray Copeland                               | US-amerikanischer Jazzmusiker                                                                                | 57    |       |
| 18. Mai | Leonie Dotzler                             | deutsche Feuilletonistin und Kritikerin                                                                      | 84    |       |
| 18. Mai | Carl Frosch                                | US-amerikanischer Chemiker                                                                                   | 75    |       |
| 18. Mai | Emil Johannes Guttzeit                     | deutscher Autor und Heimatforscher                                                                           | 86    |       |
| 18. Mai | John Hardee                                | US-amerikanischer Tenorsaxophonist und Klarinettist                                                          | 65    |       |
| 18. Mai | Hubert Hundt                               | deutscher Politiker (SPD), MdL                                                                               | 86    |       |
| 18. Mai | Hans Schmidt                               | deutscher Politiker (SPD), MdL                                                                               | 74    |       |
| 19. Mai | Elsie Altmann-Loos                         | österreichische Tänzerin, Schauspielerin und Operettensängerin, Ehefrau von Adolf Loos                       | 84    |       |
| 19. Mai | John Betjeman                              | britischer Dichter und Journalist                                                                            | 77    |       |
| 19. Mai | Jacinto do Prado Coelho                    | portugiesischer Romanist, Lusitanist und Literaturwissenschaftler                                            | 63    |       |
| 19. Mai | Marcel Clocquet                            | belgischer Radrennfahrer                                                                                     | 78    |       |
| 19. Mai | Otto Rombach                               | deutscher Schriftsteller                                                                                     | 79    |       |
| 19. Mai | Michael Silka                              | US-amerikanischer Mörder                                                                                     | 25    |       |
| 19. Mai | Rudolf Wilczek                             | belgischer Botaniker polnischer Abstammung                                                                   | 80    |       |
| 19. Mai | Waleri Iwanowitsch Woronin                 | sowjetischer Fußballspieler                                                                                  | 44    |       |
| 19. Mai | Josip Žabkar                               | slowenischer Geistlicher, römisch-katholischer Erzbischof und vatikanischer Diplomat                         | 69    |       |
| 20. Mai | Peter Bull                                 | englischer Schauspieler                                                                                      | 72    |       |
| 20. Mai | Vittorio Gliubich                          | italienischer Ruderer                                                                                        | 82    |       |
| 20. Mai | Bill Holland                               | US-amerikanischer Autorennfahrer                                                                             | 76    |       |
| 20. Mai | Horst Köhler                               | deutscher Diplomat, Botschafter der DDR                                                                      | 59    |       |
| 20. Mai | Ólafur Jóhannesson                         | isländischer Politiker                                                                                       | 71    |       |
| 20. Mai | Edmund Schlink                             | deutscher lutherischer Theologe                                                                              | 81    |       |
| 21. Mai | Randi Bakke                                | norwegische Eiskunstläuferin                                                                                 | 79    |       |
| 21. Mai | Fritz Dietz                                | deutscher Kaufmann und Wirtschaftsfunktionär                                                                 | 74    |       |
| 21. Mai | Eduard Gruner                              | Schweizer Ingenieur und Verkehrsplaner                                                                       | 78    |       |
| 21. Mai | Karl Gumbel                                | deutscher Verwaltungsbeamter und Staatssekretär                                                              | 74    |       |
| 21. Mai | Rüdiger Hansen                             | deutscher Politiker (CDU), MdL                                                                               | 77    |       |
| 21. Mai | Andrea Leeds                               | US-amerikanische Schauspielerin                                                                              | 69    |       |
| 22. Mai | Mimi Balkanska                             | bulgarische Sängerin und Schauspielerin                                                                      | 81    |       |
| 22. Mai | Karl-August Fagerholm                      | finnischer Politiker, Mitglied des Reichstags                                                                | 82    |       |
| 22. Mai | Graham Forbes                              | US-amerikanischer Jazzmusiker und Arrangeur                                                                  |       |       |
| 22. Mai | Laurent Grimmonprez                        | belgischer Fußballspieler                                                                                    | 81    |       |
| 22. Mai | Erich Gutenberg                            | deutscher Betriebswirt                                                                                       | 86    |       |
| 22. Mai | John Marley                                | US-amerikanischer Film- und Theaterschauspieler                                                              | 76    |       |
| 23. Mai | Rudolf Brückner-Fuhlrott                   | deutscher Bildhauer und Maler                                                                                | 75    |       |
| 23. Mai | Otto von der Linde                         | deutscher Offizier im Ersten und Zweiten Weltkrieg                                                           | 92    |       |
| 23. Mai | Käthe Popall                               | deutsche Politikerin (KPD), MdBB und erste Senatorin in Bremen                                               | 77    |       |
| 23. Mai | Dario Simoni                               | italoamerikanischer Artdirector und Szenenbildner                                                            |       |       |
| 23. Mai | Stephan Stolze                             | deutscher Schriftsteller                                                                                     | 53    |       |
| 24. Mai | Harijs Cerbulis                            | lettischer Fußballspieler und Basketballschiedsrichter                                                       | 74    |       |
| 24. Mai | Helmut Dreher                              | deutscher Leichtathlet                                                                                       | 51    |       |
| 24. Mai | Louis Ignacio-Pinto                        | beninischer Jurist, Politiker und Diplomat, Richter am Internationalen Gerichtshof                           | 80    |       |
| 24. Mai | Nigel Mann                                 | britischer Autorennfahrer                                                                                    | 64    |       |
| 24. Mai | Vincent J. McMahon                         | US-amerikanischer Wrestling-Promoter                                                                         | 69    |       |
| 24. Mai | Pawoł Nedo                                 | sorbischer Pädagoge und Ethnologe, Vorsitzender der Domowina                                                 | 75    |       |
| 24. Mai | Luigi Polano                               | italienischer kommunistischer Politiker                                                                      | 87    |       |
| 24. Mai | Alexandre Vilalta i Faura                  | katalanisch-mexikanischer Pianist                                                                            | 78    |       |
| 25. Mai | Roland Bürki                               | Schweizer Schriftsteller                                                                                     | 78    |       |
| 25. Mai | Gotō Jūrō                                  | japanischer General                                                                                          | 96    |       |
| 25. Mai | Boris Georgijewitsch Menschagin            | russischer Jurist und Offizier                                                                               | 82    |       |
| 25. Mai | Eberhard Ostendorff                        | deutscher Geologe und Mineraloge                                                                             | 78    |       |
| 25. Mai | Margaretha Reichardt                       | deutsche Textildesignerin, Grafikerin                                                                        | 77    |       |
| 25. Mai | Franz Zingler                              | österreichischer Politiker (SPÖ), Abgeordneter zum Nationalrat                                               | 61    |       |
| 26. Mai | Waldemar Grzimek                           | deutscher Bildhauer und Hochschullehrer                                                                      | 65    |       |
| 26. Mai | Ernst-Günther Krätschmer                   | deutscher SS-Führer                                                                                          | 63    |       |
| 26. Mai | Onie Wheeler                               | US-amerikanischer Country-Musiker                                                                            | 62    |       |
| 27. Mai | Helmut Ensslin                             | evangelischer Pfarrer und Vater von Gudrun Ensslin                                                           | 75    |       |
| 27. Mai | Vasilije Mokranjac                         | jugoslawischer Komponist                                                                                     | 60    |       |
| 27. Mai | Willibald Plöchl                           | österreichischer Jurist und Hochschullehrer                                                                  | 76    |       |
| 27. Mai | Michael Raucheisen                         | deutscher Pianist und Liedbegleiter                                                                          | 95    |       |
| 27. Mai | Karl Windhäuser                            | deutscher Gymnasiallehrer, Schriftsteller, Kommunalpolitiker                                                 | 74    |       |
| 28. Mai | Estelle Bernadotte                         | mit dem UN-Diplomaten Folke Bernadotte verheiratete US-Schwedin                                              | 79    |       |
| 28. Mai | Richard Jewinski                           | deutscher Offizier, zuletzt Konteradmiral (W) der Kriegsmarine                                               | 97    |       |
| 28. Mai | Thomas Joseph Mardaga                      | US-amerikanischer Geistlicher, Bischof von Wilmington                                                        | 71    |       |
| 28. Mai | Roméo Mastrocola                           | kanadischer Geiger                                                                                           | 70    |       |
| 28. Mai | Eric Morecambe                             | englischer Komiker                                                                                           | 58    |       |
| 28. Mai | Franz Spath                                | österreichischer Chirurg                                                                                     | 84    |       |
| 28. Mai | Max Staubesand                             | deutscher Sonderschulpädagoge                                                                                | 92    |       |
| 29. Mai | Wilhelm Castelli                           | deutscher Fotograf                                                                                           | 82    |       |
| 29. Mai | Alfred Ehrhardt                            | deutscher Fotograf und Dokumentarfilmer                                                                      | 83    |       |
| 29. Mai | Günter Glombitza                           | deutscher Maler und Grafiker                                                                                 | 46    |       |
| 29. Mai | Fritz Grütter                              | Schweizer Politiker (SP)                                                                                     | 82    |       |
| 29. Mai | Kim Sung-gan                               | südkoreanischer Fußballspieler                                                                               | 71    |       |
| 29. Mai | Franz Moufang                              | deutscher Jurist                                                                                             | 91    |       |
| 29. Mai | Santo Pecora                               | US-amerikanischer Posaunist des New Orleans Jazz                                                             | 82    |       |
| 29. Mai | Tadeusz Urbański                           | polnischer Chemiker                                                                                          | 82    |       |
| 30. Mai | Sanford Gold                               | US-amerikanischer Jazzpianist                                                                                | 72    |       |
| 30. Mai | Walter Kägi                                | Schweizer Filmproduzent                                                                                      | 72    |       |
| 30. Mai | George Pearkes                             | kanadischer Generalmajor und Politiker                                                                       | 96    |       |
| 30. Mai | Walter Smetak                              | Schweizer Komponist                                                                                          | 71    |       |
| 31. Mai | May Clark                                  | britische Schauspielerin der Stummfilmzeit                                                                   | 94    |       |
| 31. Mai | Josef Effertz                              | deutscher Landwirt und Politiker (FDP), MdL, MdB                                                             | 77    |       |
| 31. Mai | Juhani Järvinen                            | finnischer Eisschnellläufer                                                                                  | 49    |       |
| 31. Mai | Ernst Löliger                              | Schweizer Politiker                                                                                          | 73    |       |
| 31. Mai | Philippe Marçais                           | französischer Politiker, Mitglied der Nationalversammlung                                                    | 74    |       |
| 31. Mai | Manuel Enrique Pérez Díaz                  | venezolanischer Gitarrist, Komponist und Musikpädagoge                                                       | 72    |       |
| 31. Mai | Hermann Wagemann                           | deutscher Schauspieler und Regisseur                                                                         | 77    |       |
| 31. Mai | Magda Werder                               | Schweizer Zeichenlehrerin und Künstlerin                                                                     | 84    |       |
| 31. Mai | Bruno Wüstenberg                           | deutscher Erzbischof                                                                                         | 72    |       |
| Mai     | Eugen Geiwitz                              | deutscher Fechter, deutscher Meister, Wm- und Olympiateilnehmer                                              | 82    |       |
| Mai     | Margarete Götzelt                          | deutsche Politikerin (SED), MdV, Vorsitzende der Gewerkschaft Handel                                         | 75    |       |
| Mai     | Lucillo Haddock Lôbo                       | brasilianischer Diplomat                                                                                     | 68    |       |
| Mai     | Stanley Pavey                              | britischer Kameramann                                                                                        | 70    |       |
| Mai     | Fritz Weißhaupt                            | deutscher Politiker (DBD)                                                                                    | 74    |       |

## Juni
| Tag      | Name                                 | Beruf, bekannt als                                                                     | Alter | Beleg |
| -------- | ------------------------------------ | -------------------------------------------------------------------------------------- | ----- | ----- |
| 1. Juni  | Dean Collins                         | US-amerikanischer Tänzer, Dozent, Choreograph und Erneuerer des Swing                  | 67    |       |
| 1. Juni  | Archip Michailowitsch Ljulka         | sowjetischer Strahltriebwerkskonstrukteur                                              | 76    |       |
| 1. Juni  | Anthony Robert Alistair Noel         | britisch-südafrikanischer Botaniker                                                    | 57    |       |
| 1. Juni  | Kurt Nowotny                         | deutscher Architekt                                                                    | 75    |       |
| 1. Juni  | Sten Pettersson                      | schwedischer Leichtathlet                                                              | 81    |       |
| 1. Juni  | Hugo Pimentel                        | argentinischer Schauspieler                                                            | 65    |       |
| 1. Juni  | Heinrich Rademacher                  | deutscher Politiker (KPD), MdL                                                         | 75    |       |
| 01. Juni | Carl Sandblom                        | schwedischer Segler                                                                    | 75    |       |
| 1. Juni  | John N. Shive                        | US-amerikanischer Physiker und Erfinder                                                | 71    |       |
| 1. Juni  | Yanagi Kaneko                        | japanische Sängerin                                                                    | 92    |       |
| 1. Juni  | Heinrich Zänker                      | deutscher Ruderer                                                                      | 81    |       |
| 2. Juni  | Edmund Josef Bendl                   | österreichischer Lehrer und Schriftsteller                                             | 70    |       |
| 2. Juni  | Raul Bopp                            | brasilianischer Dichter der Moderne und Diplomat                                       | 85    |       |
| 2. Juni  | Jerusha Jhirad                       | indische Medizinerin                                                                   | 93    |       |
| 2. Juni  | François de Menthon                  | französischer Politiker (MRP), Mitglied der Nationalversammlung, MdEP                  | 84    |       |
| 2. Juni  | Charles de Provenchères              | französischer römisch-katholischer Geistlicher und Erzbischof                          | 79    |       |
| 3. Juni  | Aldo Campatelli                      | italienischer Fußballspieler und -trainer                                              | 65    |       |
| 3. Juni  | John B. Fournet                      | US-amerikanischer Jurist und Politiker                                                 | 88    |       |
| 3. Juni  | Robert Godel                         | Schweizer Altphilologe, Turkologe, Armenologe, Linguist und Romanist                   | 81    |       |
| 3. Juni  | Hans Kerstnig                        | österreichischer Politiker (SPÖ), Landtagsabgeordneter, Abgeordneter zum Nationalrat   | 70    |       |
| 3. Juni  | Franz von Krbek                      | deutscher Mathematiker und Hochschullehrer in Greifswald                               | 86    |       |
| 3. Juni  | Maria Szécsi                         | österreichische Ökonomin ungarischer Herkunft                                          | 69    |       |
| 3. Juni  | Peter Cecil Wilson                   | englischer Auktionator                                                                 | 71    |       |
| 4. Juni  | Hermann Gildemeister                 | deutscher Architekt                                                                    |       |       |
| 4. Juni  | Hans Kies                            | deutscher Bildhauer und Politiker (KPD, SED)                                           | 73    |       |
| 4. Juni  | Georg Monthy                         | deutscher Opernsänger                                                                  | 87    |       |
| 4. Juni  | Fritz Nallinger                      | deutscher Ingenieur und Automobilkonstrukteur                                          | 85    |       |
| 4. Juni  | Dieter Rödding                       | deutscher Mathematiker                                                                 | 46    |       |
| 4. Juni  | Zbigniew Sawan                       | polnischer Schauspieler bei Bühne und Film sowie ein Bühnenregisseur und Theaterleiter | 80    |       |
| 5. Juni  | Fuad Mohieddin                       | ägyptischer Premierminister                                                            |       |       |
| 5. Juni  | Andreas Frederik Djurhuus            | färöischer Postbeamter und Politiker                                                   | 77    |       |
| 5. Juni  | Helmut Ostermeyer                    | deutscher Amtsrichter und Sachbuchautor                                                |       |       |
| 5. Juni  | John R. Pasta                        | US-amerikanischer Physiker und Informatiker                                            | 65    |       |
| 5. Juni  | Karl Winter                          | deutscher Mediziner                                                                    | 84    |       |
| 6. Juni  | Leo Ågren                            | finnlandschwedischer Schriftsteller                                                    | 55    |       |
| 6. Juni  | A. Bertram Chandler                  | australischer Science-Fiction-Autor                                                    | 72    |       |
| 6. Juni  | Albert Deborgies                     | französischer Wasserballspieler                                                        | 81    |       |
| 6. Juni  | Alfons Klein                         | deutscher Politiker (CDU), MdL                                                         | 57    |       |
| 6. Juni  | Åke Ohlmarks                         | schwedischer Übersetzer, Autor und Religionshistoriker                                 | 73    |       |
| 6. Juni  | Emmi Pikler                          | ungarische Kinderärztin und Kleinkindpädagogin                                         | 82    |       |
| 6. Juni  | Hanns Porst                          | deutscher Unternehmer                                                                  | 88    |       |
| 6. Juni  | Ernst Schellenberg                   | deutscher Politiker (SPD), MdB                                                         | 77    |       |
| 6. Juni  | Jarnail Singh Bhindranwale           | indischer Jathedar bzw. Führer der Damdami Taksal                                      | 37    |       |
| 6. Juni  | Ted Stamm                            | US-amerikanischer konzeptueller Maler                                                  | 39    |       |
| 6. Juni  | Zati Sungur                          | türkischer Illusionist                                                                 | 86    |       |
| 7. Juni  | John G. Fary                         | US-amerikanischer Politiker                                                            | 73    |       |
| 7. Juni  | Günter Fiebig                        | deutscher Marineoffizier                                                               | 64    |       |
| 7. Juni  | Rudolf Stahl                         | deutscher Feldhandballspieler                                                          | 72    |       |
| 7. Juni  | Ernst Steinbach                      | deutscher evangelischer Theologe und Religionsphilosoph                                | 77    |       |
| 8. Juni  | Musa Alami                           | palästinensischer Nationalist und Politiker                                            | 87    |       |
| 8. Juni  | Paul Illing                          | deutscher Kommunalpolitiker (NSDAP)                                                    | 80    |       |
| 8. Juni  | Gordon Jacob                         | englischer klassischer Komponist, Dirigent, Arrangeur und Musiklehrer                  | 88    |       |
| 8. Juni  | Ernest McFarland                     | US-amerikanischer Politiker                                                            | 89    |       |
| 8. Juni  | Julius Speer                         | deutscher Forstwissenschaftler und Wissenschaftsorganisator                            | 78    |       |
| 8. Juni  | Eugen Werner Velte                   | deutscher Komponist                                                                    | 60    |       |
| 9. Juni  | Eric Persson                         | schwedischer Fußballfunktionär                                                         | 86    |       |
| 9. Juni  | Wladimir Alexejewitsch Tschiwilichin | russischer Schriftsteller und Publizist                                                | 56    |       |
| 9. Juni  | Werner Wieland                       | deutscher Schauspieler und Hörspielregisseur                                           | 73    |       |
| 10. Juni | Wolodymyr Denyssenko                 | sowjetisch-ukrainischer Filmregisseur und Drehbuchautor                                | 54    |       |
| 10. Juni | Edith Dinkelmann                     | deutsche Architektin                                                                   | 87    |       |
| 10. Juni | Walter Schlesinger                   | deutscher Historiker                                                                   | 76    |       |
| 10. Juni | Eylert Spars                         | deutscher Maler, Grafiker und Verbandsfunktionär                                       | 80    |       |
| 11. Juni | Siegfried Balke                      | deutscher Politiker (CSU), MdB                                                         | 82    |       |
| 11. Juni | Enrico Berlinguer                    | italienischer Politiker, MdEP und Antifaschist                                         | 62    |       |
| 11. Juni | Walter von Cube                      | deutscher Journalist                                                                   | 77    |       |
| 11. Juni | Vasco Leitão da Cunha                | brasilianischer Diplomat                                                               | 80    |       |
| 11. Juni | Sigge Fürst                          | schwedischer Schauspieler und Sänger                                                   | 78    |       |
| 11. Juni | Ernst Haeusserman                    | österreichischer Theaterdirektor, Regisseur und Filmproduzent                          | 68    |       |
| 11. Juni | Olli Häme                            | finnischer Jazzmusiker, Platten- und Fernsehproduzent                                  | 60    |       |
| 11. Juni | Pawel Jewsejewitsch Kondratjew       | sowjetischer Schachspieler, -trainer und Eröffnungstheoretiker                         | 60    |       |
| 11. Juni | Julius Madritsch                     | österreichischer Kaufmann und Gerechter unter den Völkern                              | 77    |       |
| 11. Juni | Bedřich Rozehnal                     | tschechischer Architekt                                                                | 82    |       |
| 12. Juni | Pjotr Dmitrijewitsch Baranowski      | russischer Architekt und Restaurator                                                   | 92    |       |
| 12. Juni | János Ferencsik                      | ungarischer Dirigent                                                                   | 77    |       |
| 12. Juni | Bruno Fritz                          | deutscher Kabarettist, Schauspieler und Synchronsprecher                               | 84    |       |
| 12. Juni | Otto Steppes                         | deutscher Nautiker und Seefahrtschuldirektor                                           | 101   |       |
| 13. Juni | Ken Armstrong                        | englisch-neuseeländischer Fußballspieler und -trainer                                  | 60    |       |
| 13. Juni | Mariano Baquero Goyanes              | spanischer Romanist und Hispanist                                                      | 61    |       |
| 13. Juni | Wolfgang Bellenbaum                  | deutscher Filmregisseur, Filmproduzent und Kameramann                                  | 55    |       |
| 13. Juni | Marinus De Jong                      | niederländisch-belgischer Komponist und Pianist                                        | 92    |       |
| 13. Juni | Ynso Scholten                        | niederländischer Politiker und Jurist                                                  | 66    |       |
| 13. Juni | António Variações                    | portugiesischer Sänger und Komponist                                                   | 39    |       |
| 14. Juni | Hans Berlage                         | deutscher Architekt, Stadtplaner und Baubeamter                                        |       |       |
| 14. Juni | Andreas Birnbacher                   | deutscher Kommunalpolitiker (CSU)                                                      |       |       |
| 14. Juni | Peter Klemm                          | deutscher Autor                                                                        | 64    |       |
| 14. Juni | Heinz-Otto Müller-Erbach             | deutscher Maler                                                                        | 63    |       |
| 15. Juni | Johannes Betz                        | deutscher Theologe, Priester und Seelsorger                                            | 69    |       |
| 15. Juni | Rolf D. Bühler                       | deutscher Raumfahrttechniker und Hochschullehrer                                       | 65    |       |
| 15. Juni | Harald Duwe                          | deutscher Maler                                                                        | 58    |       |
| 15. Juni | Ned Glass                            | US-amerikanischer Schauspieler                                                         | 78    |       |
| 15. Juni | Héctor Hernández                     | mexikanischer Fußballspieler                                                           | 48    |       |
| 15. Juni | Edgar Jené                           | deutsch-französischer Maler und Grafiker, Surrealist                                   | 80    |       |
| 15. Juni | Nawabzada Agha Mohammad Raza         | pakistanischer Diplomat und Militär                                                    | 79    |       |
| 15. Juni | Heinrich Rittershausen               | deutscher Ökonom                                                                       | 85    |       |
| 15. Juni | Heinz Otto Schild                    | österreichischer Pharmakologe                                                          | 78    |       |
| 15. Juni | Betsy Snite                          | US-amerikanische Skirennläuferin                                                       | 45    |       |
| 15. Juni | Takeyama Michio                      | japanischer Schriftsteller                                                             | 80    |       |
| 15. Juni | Franz Theato                         | deutscher Kommunalpolitiker                                                            | 97    |       |
| 15. Juni | Meredith Willson                     | US-amerikanischer Musical- und Schlagerkomponist                                       | 82    |       |
| 15. Juni | Hermann Zahn                         | deutscher Unternehmer                                                                  | 72    |       |
| 16. Juni | Mirko Deanović                       | jugoslawischer Romanist                                                                | 94    |       |
| 16. Juni | Erni Krusten                         | estnischer Schriftsteller                                                              | 84    |       |
| 16. Juni | Reinhold Kündig                      | Schweizer Maler                                                                        | 96    |       |
| 16. Juni | John Turton Randall                  | britischer Physiker                                                                    | 79    |       |
| 16. Juni | Alexander Alexejewitsch Tarassow     | sowjetischer Pentathlet                                                                | 57    |       |
| 17. Juni | Leslie I. Carey                      | US-amerikanischer Toningenieur                                                         | 88    |       |
| 17. Juni | Milbourne Christopher                | US-amerikanischer Zauberkünstler                                                       | 70    |       |
| 17. Juni | Franz Kirchheimer                    | deutscher Geologe und Paläontologe                                                     | 72    |       |
| 17. Juni | Klawdija Iwanowna Schulschenko       | russische Sängerin                                                                     | 78    |       |
| 17. Juni | Kâni Vrana                           | türkischer Richter, Präsident des Verfassungsgerichts der Türkei                       | 70    |       |
| 18. Juni | Alan Berg                            | US-amerikanischer Radiomoderator                                                       | 50    |       |
| 18. Juni | Heinrich Wehking                     | deutscher Landwirt und Politiker (CDU), MdL, MdB                                       | 85    |       |
| 19. Juni | Samuel C. Collins                    | US-amerikanischer Physiker                                                             | 85    |       |
| 19. Juni | Lee Krasner                          | US-amerikanische Malerin                                                               | 75    |       |
| 19. Juni | Phillip Lynch                        | australischer Politiker                                                                | 50    |       |
| 19. Juni | Hanns Ulrich Pusch                   | deutscher Politiker (CDU), MdL und Publizist                                           | 66    |       |
| 19. Juni | Fritz Tödt                           | deutscher Zuckertechnologe                                                             | 87    |       |
| 19. Juni | Wladimir Rudolfowitsch Vogel         | Schweizer Komponist                                                                    | 88    |       |
| 20. Juni | Giovanni Alessio                     | italienischer Romanist, Italianist und Toponomastiker                                  | 75    |       |
| 20. Juni | Kitty Jantzen                        | deutsche Schauspielerin                                                                | 67    |       |
| 20. Juni | Gisbert Rittig                       | deutscher Ökonom                                                                       | 80    |       |
| 20. Juni | Estelle Winwood                      | englische Bühnen- und Filmschauspielerin                                               | 101   |       |
| 21. Juni | Hans Degel                           | deutscher Politiker (KPD), MdL                                                         | 77    |       |
| 21. Juni | Fred Henrich                         | deutscher Politiker (NSDAP), MdR                                                       | 86    |       |
| 21. Juni | Max Joseph Hillebrand                | deutscher pädagogischer Psychologe                                                     | 87    |       |
| 21. Juni | Eugen Kaufmann                       | deutschstämmiger Architekt                                                             | 92    |       |
| 21. Juni | Atilio Lombardo                      | uruguayischer Botaniker                                                                |       |       |
| 21. Juni | Oreste Moricca                       | italienischer Fechter und Olympiasieger                                                | 92    |       |
| 21. Juni | Pedro Shaw                           | flämischer, römisch-katholischer Paraguay-Missionar und Bischof                        | 58    |       |
| 21. Juni | Herbert Tischner                     | deutscher Ethnologe                                                                    | 78    |       |
| 22. Juni | Horst Bartel                         | deutscher Historiker und Hochschullehrer in der DDR                                    | 56    |       |
| 22. Juni | Gerhard Frommel                      | deutscher Komponist, Musikpädagoge und Musikschriftsteller                             | 77    |       |
| 22. Juni | Dill Jones                           | britischer Jazzmusiker                                                                 | 60    |       |
| 22. Juni | Joseph Losey                         | amerikanischer Regisseur                                                               | 75    |       |
| 22. Juni | Udo von Mohrenschildt                | deutscher Journalist                                                                   | 75    |       |
| 22. Juni | Alan Morgan                          | US-amerikanischer Segler                                                               | 75    |       |
| 22. Juni | Marianne Strauß                      | deutsche Volkswirtin, Ehefrau von Franz Josef Strauß                                   | 54    |       |
| 22. Juni | Chocolate Williams                   | amerikanischer Jazzmusiker (Kontrabass, Gesang)                                        | 68    |       |
| 23. Juni | Carl Duane                           | US-amerikanischer Boxer im Superbantamgewicht                                          | 81    |       |
| 23. Juni | Hans-Olaf Hudemann                   | deutscher Sänger (Bass) und Musikwissenschaftler                                       | 68    |       |
| 23. Juni | Wilhelm Klagholz                     | deutscher Bildhauer (Tierfiguren) und Installateurmeister                              | 79    |       |
| 23. Juni | Hans Ludwig Kulenkampff              | deutscher Kaufmann und Politiker (CDU), MdBB                                           | 72    |       |
| 23. Juni | Horst Nemec                          | österreichischer Fußballspieler                                                        | 45    |       |
| 23. Juni | Meta Omankowsky                      | deutsche Politikerin (SPD), MdA                                                        | 82    |       |
| 23. Juni | Cecil Cuthbert Parrott               | britischer Diplomat, Übersetzer, Schriftsteller und Gelehrter                          | 75    |       |
| 23. Juni | Alexander Michailowitsch Semjonow    | russischer Maler                                                                       | 62    |       |
| 23. Juni | Werner Simmann                       | deutscher Politiker (CDU), MdL                                                         | 67    |       |
| 24. Juni | Antonio Bisaglia                     | italienischer Politiker                                                                | 55    |       |
| 24. Juni | Clarence Campbell                    | kanadischer Sportfunktionär und Präsident der National Hockey League                   | 78    |       |
| 24. Juni | Georg Federer                        | deutscher Diplomat                                                                     | 78    |       |
| 24. Juni | William Keighley                     | US-amerikanischer Regisseur                                                            | 94    |       |
| 24. Juni | Willibald Knoll                      | österreichischer katholischer Geistlicher, Trappistenabt                               | 71    |       |
| 24. Juni | Otto Lang                            | deutscher Schauspieler und Hochschullehrer                                             | 77    |       |
| 24. Juni | Friedrich Zeitler                    | deutscher römisch-katholischer Priester und Internatsdirektor                          | 65    |       |
| 25. Juni | Michel Foucault                      | französischer Philosoph                                                                | 57    |       |
| 25. Juni | Oleg Alexander Kerensky              | russischer Zivilingenieur                                                              | 79    |       |
| 25. Juni | Else Lohmann                         | deutsche Künstlerin                                                                    | 86    |       |
| 25. Juni | Ilse Stephan                         | deutsche Politikerin                                                                   | 53    |       |
| 26. Juni | Albert Dailey                        | US-amerikanischer Jazzpianist                                                          | 45    |       |
| 26. Juni | Carl Foreman                         | US-amerikanischer Drehbuchautor                                                        | 69    |       |
| 26. Juni | Joseph Gonzales                      | französischer Fußballspieler und -trainer                                              | 77    |       |
| 26. Juni | Willy González                       | chilenischer Fußballspieler                                                            | 27    |       |
| 26. Juni | Hans Holtorf                         | deutscher Theatergründer, Schriftsteller und Maler                                     | 84    |       |
| 26. Juni | Emil Lehnen                          | deutscher Politiker (CDU), MdL                                                         | 68    |       |
| 26. Juni | Jewgeni Michailowitsch Sawizki       | russischer Physikochemiker, Metallkundler und Hochschullehrer                          | 72    |       |
| 26. Juni | Josip Sliskovic                      | österreichischer Radiopionier                                                          | 82    |       |
| 27. Juni | Siegfried Bröse                      | deutscher Verwaltungsjurist, preußischer Landrat und badischer Oberregierungsrat       | 88    |       |
| 27. Juni | Robert Goffin                        | belgischer Autor                                                                       | 86    |       |
| 27. Juni | Hugo Grau                            | deutscher Veterinäranatom und Hochschullehrer                                          | 85    |       |
| 27. Juni | Oswald Jacoby                        | US-amerikanischer Spielexperte und Buchautor                                           | 81    |       |
| 27. Juni | Mizzi Jezel                          | österreichische Operettensängerin (Sopran)                                             | 100   |       |
| 28. Juni | Gavin Astor, 2. Baron Astor of Hever | britischer Peer und Verleger                                                           | 66    |       |
| 28. Juni | Claude Chevalley                     | französischer Mathematiker                                                             | 75    |       |
| 28. Juni | Claus Gatterer                       | italienischer Journalist (Südtirol)                                                    | 60    |       |
| 28. Juni | Alfons Heun                          | deutscher zisterziensischer Klostergründer und Theologe                                | 85    |       |
| 28. Juni | Jigael Jadin                         | israelischer Archäologe, Politiker und Generalstabschef                                | 67    |       |
| 28. Juni | Norbert Kricke                       | deutscher Bildhauer und Hochschullehrer                                                | 61    |       |
| 28. Juni | Herbert Landauer                     | deutscher Architekt und Baubeamter                                                     | 80    |       |
| 28. Juni | Christa Schroeder                    | deutsche Privatsekretärin Adolf Hitlers                                                | 76    |       |
| 29. Juni | Victor Bodson                        | luxemburgischer Politiker (LSAP), Mitglied der Chambre                                 | 82    |       |
| 29. Juni | Herbert A. E. Böhme                  | deutscher Schauspieler                                                                 | 86    |       |
| 29. Juni | Paul Gore-Booth, Baron Gore-Booth    | britischer Diplomat                                                                    | 75    |       |
| 29. Juni | Wilhelm Lötschert                    | deutscher Biologe                                                                      | 60    |       |
| 29. Juni | Friedrich Marsch                     | deutscher Arzt und Buchautor                                                           | 84    |       |
| 29. Juni | Peter Franz Nöcker                   | deutscher Architekt                                                                    | 89    |       |
| 29. Juni | Konstantin Georgijewitsch Nossow     | russischer Jazztrompeter                                                               | 45    |       |
| 29. Juni | Audrey I. Richards                   | britische Ethnologin und Ernährungssoziologin                                          | 84    |       |
| 29. Juni | Herbert Rosenberg                    | deutsch-dänischer Musikwissenschaftler                                                 | 79    |       |
| 29. Juni | Franz Rottmann                       | deutscher Politiker (FDP)                                                              | 79    |       |
| 29. Juni | Günther Weitzel                      | deutscher Hochschullehrer, Gründer des Studiengangs Biochemie                          | 69    |       |
| 30. Juni | Lillian Hellman                      | US-amerikanische Schriftstellerin                                                      | 79    |       |
| 30. Juni | Caspar Krüger                        | deutscher Politiker (CDU), MdB, MdL                                                    | 85    |       |
| 30. Juni | Bruno Maurenbrecher                  | deutscher Politiker (ZENTRUM, CDU), MdL                                                | 86    |       |
| 30. Juni | René Sergent                         | französischer Wirtschaftswissenschaftler, Diplomat und Politiker                       | 80    |       |
| Juni     | Jorge Pelikan                        | argentinischer Schachmeister tschechoslowakischer Abstammung                           | 78    |       |
| Juni     | Wilhelm Sandner                      | deutscher Eisschnellläufer                                                             | 73    |       |
| Juni     | Fritz Weber                          | deutscher Komponist, Geiger und Schlagersänger                                         | 75    |       |